# Vikéntios Bokastsiábis
Vikéntios Bokastsiábis, en grec moderne : Βικέντιος Μποκατσιάμπης (1856-1932), est un artiste peintre grec d'origine française. Avec Ángelos Giallinás (el), il est l'un des pionniers de l'aquarelle en Grèce.

## Biographie
Vikéntios Bokastsiábis naît en 1856 à Potamós, sur l'île de Corfou en Grèce. Ses parents font partie de la noblesse française. Il étudie la peinture à Marseille, Florence et à l'Accademia di San Luca de Rome, où il reste jusqu'en 1895, date à laquelle il retourne à Corfou et fonde une école d'art.
En 1899, il s'installe à Athènes et l'année suivante, il est nommé professeur de cosmétologie, de scénographie et de perspective à l'École des arts, devenue plus tard l'École des beaux-arts d'Athènes, succédant à Vikéntios Lándsas (el), qui quitte le poste en raison de problèmes de santé. Vikéntios Bokastsiábis enseigne à l'école jusqu'en 1928, date à laquelle il se retire en raison de son âge avancé. Il meurt en 1933 à Athènes,.
Vikéntios Bokastsiábis est considéré comme l'un des plus importants aquarellistes grecs et comme l'initiateur, avec Ángelos Giallinás, de cette forme d'art dans les îles Ioniennes et en Grèce en général. Il s'est également adonné à la peinture à l'huile ainsi qu'au pastel. Il s'est surtout préoccupé de la peinture de paysage, ayant comme sources d'inspiration les paysages de Corfou et de l'Attique, auxquels il attribuait un caractère poétique et idyllique. 

## Galerie

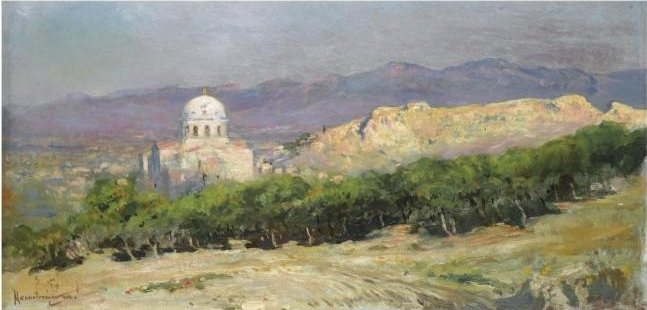
Église d'Athènes.
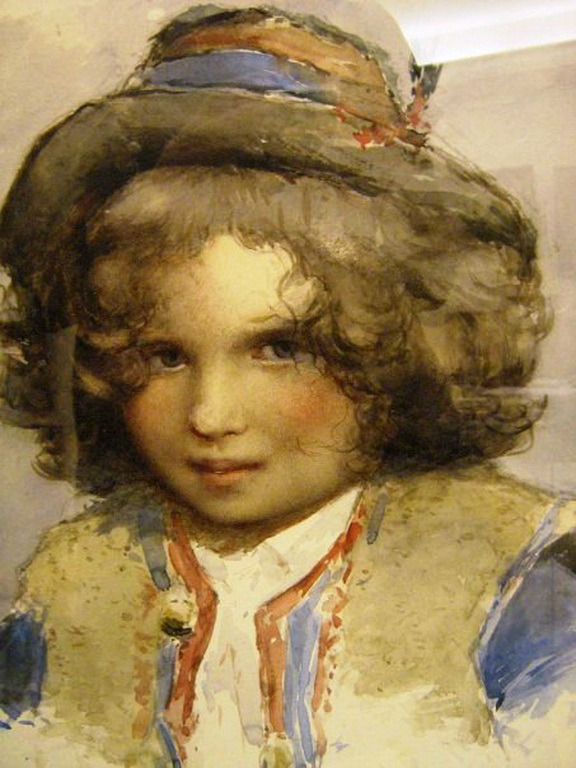
Un enfant.
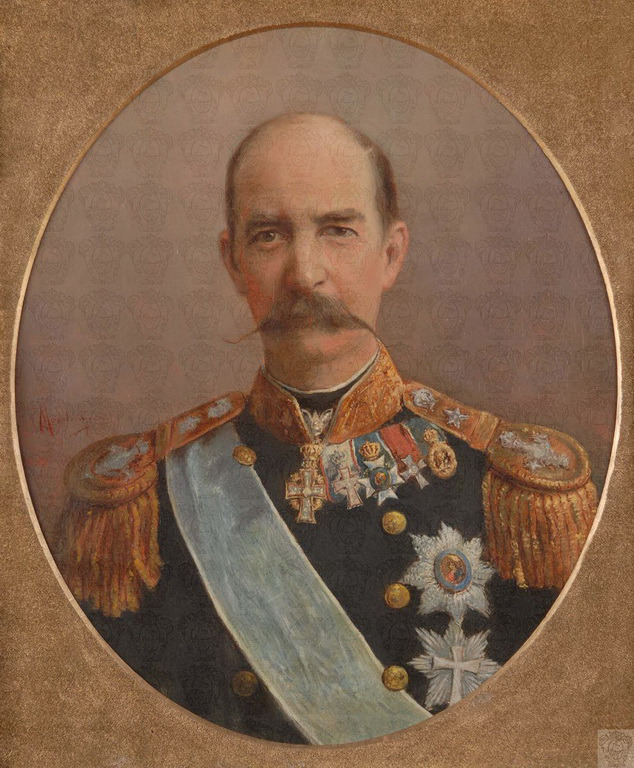
Le roi Georges Ier.
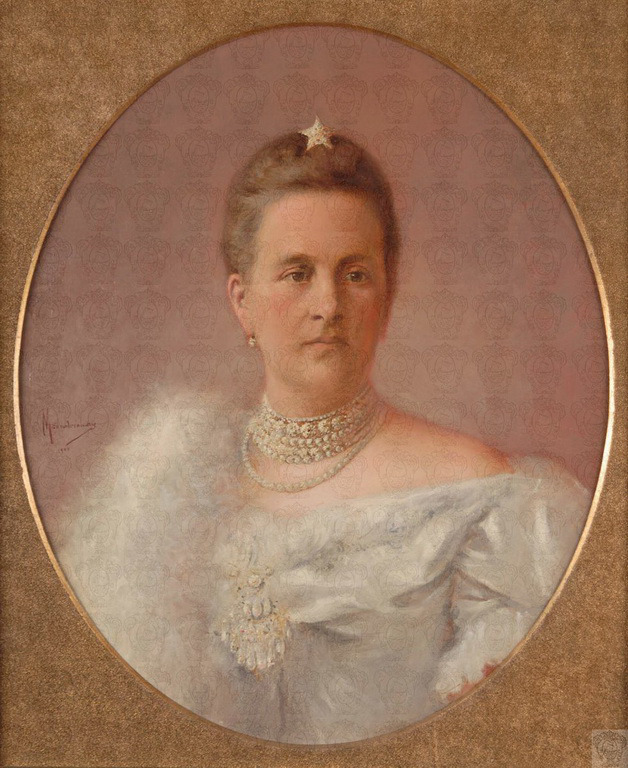
La reine Olga.